# Дервиш и смерть
«Дервиш и смерть» (сербохорв. „Derviš i smrt“/„Дервиш и смрт“) — роман югославского писателя Меши Селимовича. Созданное в 1962—1966 годах произведение было позитивно оценено критиками и в 1967 году принесло автору НИН-премию за лучшую книгу на сербохорватском языке.
Созданное на материале древней истории Боснии, произведение получило много трактовок. В частности, утверждается, что оно было создано как реакция на усиление диктатуры Иосипа Броз Тито в тогдашней Югославии. Упоминается также и личная потеря автора: в 1944 году его брат, участник партизанского движения, был расстрелян товарищами. Искусствоведами исследуются связи произведения с Кораном (цитируется в качестве эпиграфов в начале разделов) и учением суфизма, произведениями других югославских авторов, философским учением экзистенциализма. Творчество Селимовича сравнивают с Иво Андричем — единственным югославским писателем — нобелевским лауреатом, Фёдором Достоевским, Альбером Камю.
Посвящённая жене Дарке — книга принесла Селимовичу славу, несколько раз переиздана, как и ранние произведения автора (преимущественно посвящённые тематике Второй мировой войны), переведена на многие языки. Дважды экранизирована: в 1972 году в виде телесериала, а в 1974 году по мотивам романа был отснят полнометражный одноимённый фильм (режиссёр — Здравко Велимирович, в главной роли — Воислав Мирич).

## Сюжет
События романа разворачиваются в Боснии времён османского владычества. Рассказ ведётся от имени главного героя. 16 глав книги, разделённой на две части, имеют эпиграфы, как правило цитаты из Корана.
Ахмед Нуруддин — бывший солдат османской армии. Он ведёт уединённую жизнь в сараевском текие мевлевитского ордена дервишей. Он 40-летний наставник этого монастыря, согласно с учением суфиев отрёкся от мирской жизни и стремится отбросить саму свою личность для мистического воссоединения с Аллахом. Однако несправедливый суд над братом и его гибель возвращают Ахмеда в мир человеческих страстей, политических интриг и освободительных движений. Он достигает временной победы в борьбе с несправедливостью, опираясь на народное недовольство. Однако полученная должность кади делает его орудием в системе угнетения и заставляет действовать против своих убеждений. Опутанный интригами опытных врагов и раздраженный внутренними конфликтами Ахмед Нуруддин находит надежду в молодом парне, который пришёл из его родного села и, вероятно, является его сыном. В конце концов дервиш должен принять приближающуюся смерть, как до этого принял необходимость возвращения к светской жизни. Прежде чем завершить свой дневник молитвой, он записывает: 

Живые ничего не знают. Научите меня, мёртвые, как умереть бесстрашно, без ужаса. Ведь смерть такая же абсурдная, как и жизнь.
Оригинальный текст (серб.)Živi ništa ne znaju. Poučite me, mrtvi, kako se može umrijeti bez straha, ili bar bez užasa. Jer, smrt je besmisao, kao i život.

## Отзывы критиков, литературоведов
Сам Селимович написал ценную для анализа его текстов книгу воспоминаний Sjećanja. В ней он раскрывает мотивацию написания произведения в связи с гибелью брата, но призывает и полностью не отождествлять историю Нураддина со своей биографией и переживаниями.
Автор предисловия к советскому изданию 1969 года Лев Аннинский рассматривает стилистические особенности произведения, устанавливает его связи с традициями ислама и произведениями классиков прошлого и того времени.
Жанровую специфику произведения исследовали Н. Яковлева, В. Ведина, М. Жулинский, А. Мещеряков. В противовес составителям Литературного энциклопедического словаря, определяющих произведение Селимовича как философский роман-притчу, названные авторы считают его романом-параболой с историческим сюжетом или романом-параболой с историческим сюжетом и ярко выраженным лирическим стержнем.
Боснийский филолог-востоковед академик Эсад Дуракович в исследовании «Поэтические и стилистические функции эпиграфа в романе „Дервиш и смерть“» показывает, что цитирование Корана в книге Селимовича носит намеренно неточный характер. В частности, цитата, обрамляющая текст всего романа

Призываю свидетелем время, начало и конец света — что каждый человек по-прежнему в убытке.
Оригинальный текст (серб.)Pozivam za svjedoka vrijeme, početak i svršetak svega — da je svaki čovjek uvijek na gubitku.

на самом деле отсылает к суре Корана, которая гласит:
Во имя Аллаха, Милостивого, Милосердного!
1. Клянусь предвечерним временем!
2. Воистину, каждый человек в убытке,
3. Кроме тех, которые уверовали, совершали праведные деяния, заповедали друг другу истину и заповедали друг другу терпение!

Сура 103 — «Предвечернее Время»

Таким образом, автор меняет содержание цитированной суры на противоположное (если Коран гласит о спасении праведных, то Селимович — об одинаковой злой судьбе всех людей). Использование подобных приёмов академик Дуракович рассматривает как пример интертекстуальности и относит роман «Дервиш и смерть» к постмодернистским текстам.